# سكوت هاسكين
سكوت هاسكين (بالإنجليزية: Scott Haskin)‏ مواليد 19 سبتمبر 1970 في ريفرسايد، هو لاعب كرة سلة أمريكي معتزل. تم اختياره من قبل فريق إنديانا بايسرز خلال الدرافت. يبلغ طوله 6 قدم 11 بوصة (2.1 م).

## روابط خارجية
- سكوت هاسكين على موقع إن بي أي (الإنجليزية)
- سكوت هاسكين على موقع سبورتس رفرنس (الإنجليزية)
- سكوت هاسكين على موقع كلية كرة السلة في سبورتس رفرنس.كوم (الإنجليزية)
- سكوت هاسكين على موقع ريلجم (الإنجليزية)
- سكوت هاسكين على موقع بروبوليرز (الإنجليزية)